# Aborcja w Japonii
Japonia była jednym z pierwszych państw świata, które zalegalizowały aborcję.
Przed 1842 rokiem nie ma dowodów na to, aby kwestia aborcji w Japonii była w jakikolwiek sposób regulowana prawnie, lecz wiadomo, że sztuczne wywoływanie poronień w Japonii było praktykowane. W 1842 roku w czasach szogunatu rodu Tokugawa w Japonii wydano pierwsze prawo bezpośrednio tyczące się aborcji, które ją zakazywało na terenie Edo, ówczesnej rządowej stolicy Japonii. Zakaz ten jednak nie był respektowany poza Edo aż do 1869 roku, gdy w czasach rewolucji Meiji uchwalono zakaz na szczeblu ogólnokrajowym. Mimo to zakaz ten nie wiązał się z żadnymi karami do 1907 roku, kiedy to kodeks karny wyróżnił karę do 1 roku pozbawienia wolności dla kobiety poddającej się aborcji i do 7 lat dla osoby, która ją wykonuje. W 1923 roku zalegalizowano aborcję w przypadku, gdy ciąża była zagrożeniem dla życia i zdrowia fizycznego kobiety. W kolejnej dekadzie w Japonii rosły w siłę ruchy społeczne mające na celu całkowitą dekryminalizację aborcji, co spotykało się jednak z oporem szowinistycznych i militarystycznych rządów drugiej połowy lat 30. i pierwszej połowy lat 40. W pierwszych latach po II wojnie światowej kraj był bardzo zniszczony, wielu ludzi zmagało się ze skrajną nędzą i bezdomnością, a około 10 milionów osób dotkniętych było lub bezpośrednio zagrożonych głodem. Nastąpił także wyraźny przyrost ludności uwarunkowany repatriacją 6,5 miliona Japończyków z byłych kolonii, a także spadkiem umieralności niemowląt na skutek poprawy jakości opieki medycznej oraz zmniejszeniem liczby poronień. Obawiano się jednak przeludnienia, co mogło przynieść niepożądane skutki dla bardzo zniszczonego w wyniku wojny kraju. W 1948 roku ustanowiono prawo zezwalające na aborcję z przyczyn medycznych, embriopatologicznych i kryminalnych, zaś rok później prawo to zliberalizowano o względy społeczno-ekonomiczne. W przeciwieństwie do większości krajów świata, w których legalizacja aborcji następowała bardzo powoli, w Japonii stało się dość szybko i nieoczekiwanie, w czasach okupacji amerykańskiej.
Innym powodem przyjęcia proaborcyjnego ustawodawstwa był proces sądowy Miyuki Ishikawy, położnej jednego z tokijskich szpitali, która zabijała noworodki na życzenie ich rodziców. Kobiecie postawiono zarzut zamordowania w latach 30. i 40. XX wieku 103 noworodków, choć szacunki sięgają wyższej liczby. 
Opracowanie i wprowadzenie przez japoński rząd ustawy o kontroli poczęć i urodzeń nie spowodowało gwałtownego wybuchu debat politycznych i zostało przyjęte z poparciem większości środowisk prawniczych, medycznych i społeczeństwa. Protesty środowisk religijnych były znikome, niezauważalne i przez to ignorowane. Japońska ustawa aborcyjna od 1948 roku uległa minimalnym korektom, które nie wpłynęły jednak zasadniczo na jej treść. Ostatnia poprawka miała miejsce w 1996 roku. Obecnie aborcja w Japonii jest co do zasady zakazana, jednak istnieją okoliczności i uwarunkowania, gdy jest ona dozwolona:
- medyczne (zagrożenie życia i zdrowia fizycznego matki) – do końca trwania ciąży
- Wady wrodzone (wady genetyczne płodu lub jego uszkodzenie w trakcie ciąży, ciąża wielopłodowa) – do 22. tygodnia ciąży
- kryminalne (ciąża wynikiem gwałtu, przestępstwa pedofilskiego lub występku kazirodczego) – do 22. tygodnia ciąży
- społeczno-ekonomiczne (np. zła sytuacja materialna matki, wielodzietność, ciąża wynikiem zdrady małżeńskiej, rozwód lub owdowienie matki, ciąża wynikiem nieskutecznej antykoncepcji, małoletniość matki) – do 22. tygodnia ciąży.

W praktyce aborcja w Japonii dostępna jest na życzenie, wykorzystując przy tym szeroko interpretowane względy społeczno-ekonomiczne. Jeżeli kobieta jest osobą zamężną, to do legalnego przeprowadzenia aborcji konieczna jest zgoda męża.

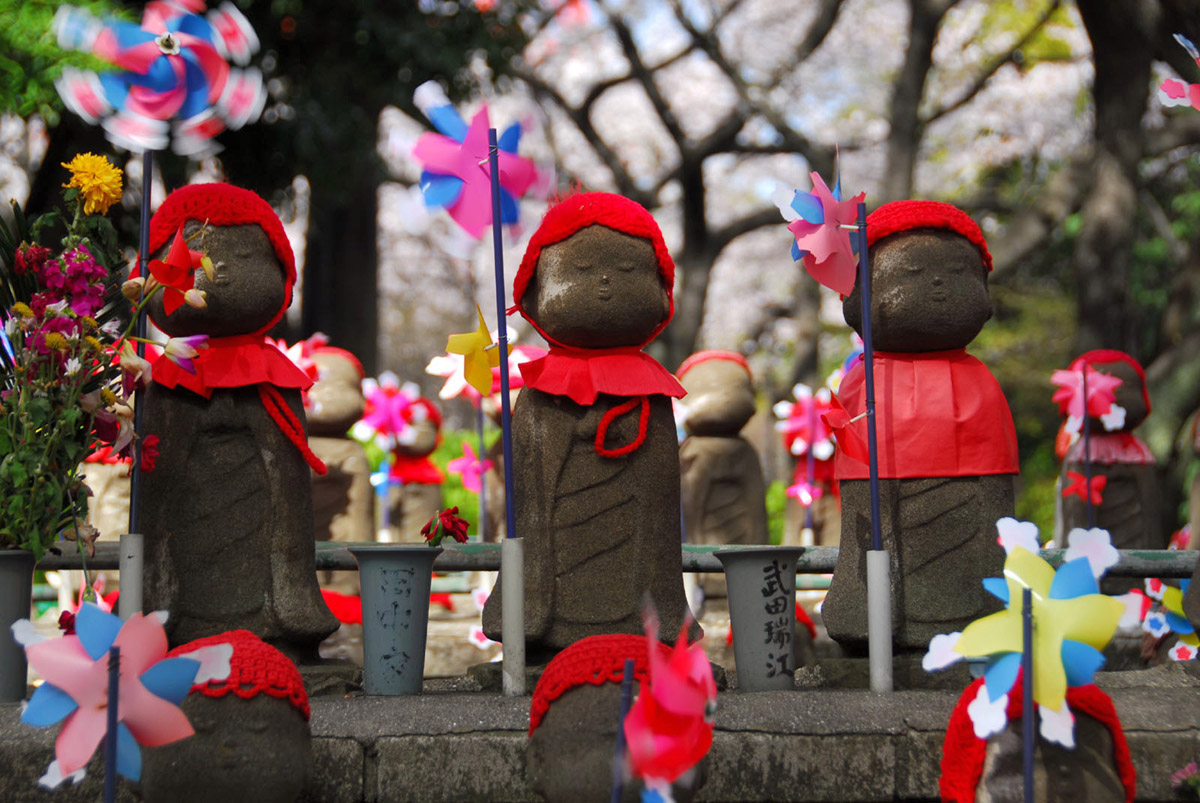
Ozdobione przez rodziców posążki Jizō w "Ogrodzie nienarodzonych dzieci" przy świątyni Zōjō-ji w Tokio

W japońskiej kulturze (nie tylko buddyjskiej, ale również shintō) uważa się, że muenrei, czyli duch-kami ludzi zmarłych nienaturalną śmiercią, w tym także dzieci zmarłych przed urodzeniem, może stać się duchem szkodliwym (onryō) i mścić się za doznane krzywdy. Chociaż buddyzm stanowczo potępia aborcję jako zbrodnię, to w Japonii aborcja i dzieciobójstwo były historycznie dosyć powszechnym zjawiskiem, często wynikającym z ubóstwa. Ostatnio, szczególnie od lat 1970. obserwuje się w Japonii wzrost wrażliwości społecznej na te kwestie i to pomimo stale malejącej liczby aborcji. Nastąpił ogromny wzrost popularności rytuałów mizuko kuyō upamiętniających dzieci nienarodzone; powstały nawet specjalne świątynie (np. Shiunzan Jizō-ji), które zajmują się tylko takimi rytuałami. Mizuko kuyō związane są ze specjalnymi "Ogrodami nienarodzonych dzieci" przy świątyniach. 
W ostatnich latach w Japonii podnoszą się jednak głosy proponujące ograniczenie prawa do aborcji. Głównym argumentem są tu względy demograficzne - Japonia jest bowiem najszybciej starzejącym się społeczeństwem na świecie, od wielu lat zmagającym się z niską dzietnością kobiet oraz od 2005 roku z dramatycznie niskim, ujemnym przyrostem naturalnym.
Liczba zarejestrowanych aborcji systematycznie zmniejsza się od lat 50. i 60. XX wieku, kiedy to skala zjawiska była rekordowo duża, wręcz masowa. W latach 1953–1961 rejestrowano około 1 miliona zabiegów rocznie. W 1987 roku liczba ta spadła poniżej 500 tysięcy. W 2012 roku spadła poniżej 200 tysięcy rocznie i jest najniższa w historii Japonii, od kiedy aborcję zaczęto rejestrować. Systematyczny spadek liczby aborcji spowodowany jest głównie powszechnym stosowaniem skutecznej antykoncepcji, jak również kryzysem seksualnym wśród japońskich kobiet i mężczyzn.